# Ensis ensis
Espèce
Le couteau-sabre, Ensis ensis, est une espèce de mollusques bivalves appartenant à la famille des Pharidae.
Il s'agit d'un animal aquatique, fouisseur ou foreur. Il se nourrit par filtration d'eau. Il se rencontre fréquemment sur les plages et peut être consommé en tant que fruit de mer.
Valve droite et gauche du même spécimen:

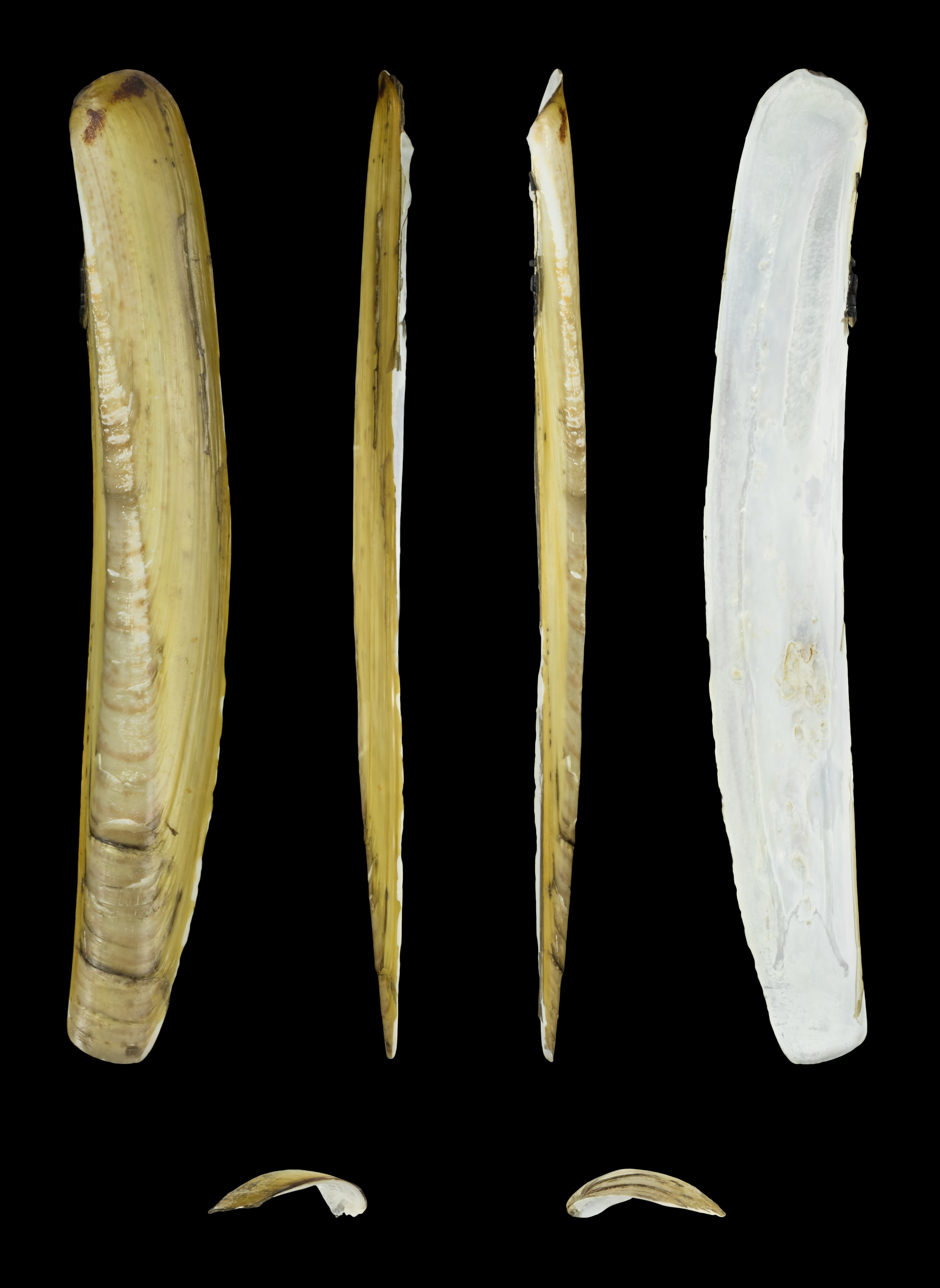
Valve droite
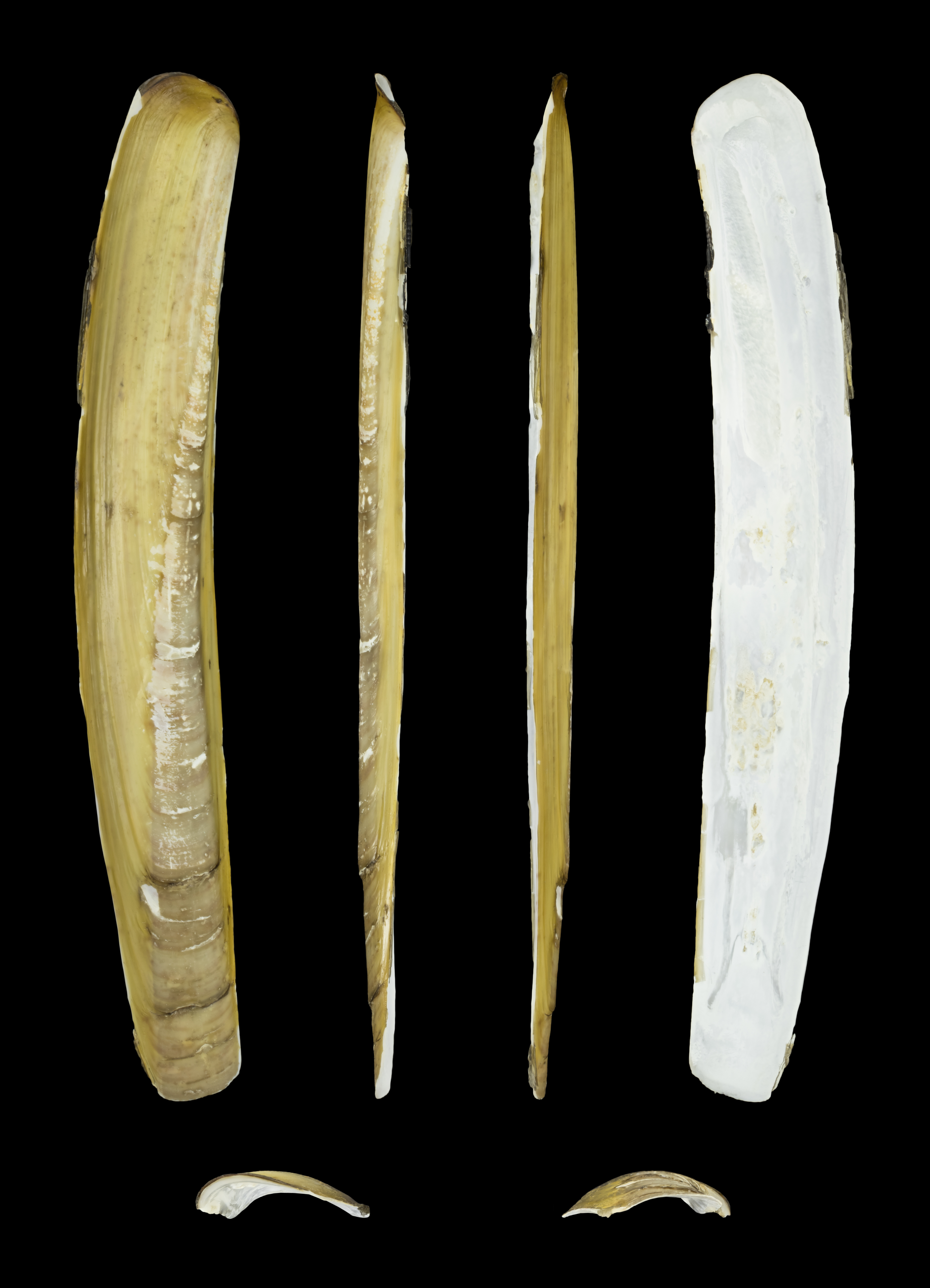
Valve gauche